# Dysphania ambrosioides
Dysphania ambrosioides, llamada popularmente epazote, apazote, pasote, paico o ka'are, es una especie de planta aromática, antiparasitario, que se usa como condimento y como planta medicinal en México y muchos otros países de Hispanoamérica, como Argentina, Bolivia, Chile, Colombia, Ecuador, Guatemala, El Salvador, Paraguay, Perú y Venezuela, así como en el sur de los Estados Unidos. En México se le llama también acahualillo o té de milpa.
Esta planta es originaria de América, también llamado Epazayaso y ya era conocida y utilizada por los aztecas en el territorio del actual México, bajo el nombre náhuatl de epazotl, de donde proviene el nombre actual utilizado en ese país. Crece en suelos arenosos y alcanza mayor tamaño en las riberas de los ríos y lagos. Epazote proviene del náhuatl epatl, hierba fétida, y tzotl, dulce, lo cual se refiere al olor tan fuerte y dulzón que tiene esta hierba.

## Historia
Se cree que fue introducida en Europa en 1577 por Francisco Hernández de Toledo, quien fue también médico del rey Felipe II. De él proviene la primera mención que se conoce en el Viejo Mundo sobre el epazotl, y donde también se citan por primera vez las virtudes medicinales que ya le otorgaban los nativos de México, quienes la utilizaban como antihelmíntico; es decir, como ayuda para eliminar los parásitos intestinales. También es utilizada como antiespasmódico.

## Descripción
Es una planta anual o perenne aromática de vida corta, con ramas de desarrollo bastante irregular. Tallo pubescente, simple o ramificado usualmente postrado, de olor fuerte, desde aproximadamente 40 cm hasta 1 m de altura; las hojas son oblongo-lanceoladas y cerradas, de entre 3 y 10 cm de longitud y de entre 1 y 5 cm de ancho, gradualmente reducidas hacia la parte superior, subenteras o sinuado-dentadas; inflorescencias con numerosas flores pequeñas de color verde surgen de una panícula ramificada en el ápice del tallo, con o sin hojas interpuestas; perianto de 1 mm de largo, glanduloso, envolviendo el fruto, pericarpio delgado que se desprende fácilmente, glanduloso; semilla horizontal o vertical, de unos 0.7 mm de diámetro, con el margen obtuso, negra, brillante y lisa.

## Distribución y hábitat
Está distribuida ampliamente en el Valle de México, aunque no es muy común como maleza arvense y ruderal. En México se conoce en Aguascalientes, Baja California, Baja California Sur, Chiapas, Chihuahua, Coahuila, Colima, Ciudad de México, Durango, Guerrero, Hidalgo, Jalisco, Estado de México, Michoacán, Morelos, Nayarit, Nuevo León, Oaxaca, Puebla, Querétaro, San Luis Potosí, Sinaloa, Sonora, Tabasco, Tamaulipas, Tlaxcala, Veracruz y Yucatán.
Es una planta común en el traspatio de las casas de las zonas rurales y está bien adaptada a climas cálido, semicálido, seco y templado. Crece asociada a la selva tropical caducifolia, subcaducifolia, perennifolia, subperennifolia, matorral xerófilo, bosques mesófilo de montaña, de encino y mixto de pino. Prácticamente se encuentra en todo México tanto de forma silvestre como cultivada, debido a su gran producción de semillas y a su adaptabilidad a diferentes tipos de suelos y climas no se considera una planta bajo ninguna categoría de protección de la norma 059 de la Secretaría del Medio Ambiente y Recursos Naturales (SEMARNAT) de México. En el Valle de México se conoce hasta los 3 000 m s. n. m. Crece en suelos ricos en materia orgánica, nitrógeno y suficiente humedad. Naturalizada en regiones cálidas y templadas de Europa.
En Colombia se distribuye entre los 50 y los 3 600 m s. n. m. en las regiones biogeográficas de Amazonia, Andes, Llanura del Caribe, Sierra Nevada de Santa Marta, Valle del Cauca, Valle del río Magdalena, con registros reportados para los departamentos de Amazonas, Antioquia, Atlántico, Boyacá, Cauca, Cundinamarca, Huila, Magdalena, Nariño, Norte de Santander, Putumayo, Santander y Valle del Cauca.

## Taxonomía
La especie fue descrita inicialmente como Chenopodium ambrosioides por Carlos Linneo y publicada en Species Plantarum 1: 219–220, en 1753, actualmente, es tanto un sinónimo como el basónimo de esta; y ulteriormente sería transferida al género Dysphania por Serhí Mosiakin y Steven Earl Clemants en Ukrajins'kyj Botaničnyj Žurnal 59(4): 382, en 2002.

#### Etimología
Véase: Dysphania
ambrosioides: epíteto que combina el nombre del género Ambrosia y el sufijo griego οιδες (-oides); "semejanza"; propiamente "semejante a Ambrosia", refiriéndose a la similitud en la apariencia de la planta con las especies de susodicho género.

## Etimología
La palabra epazote se deriva del náhuatl. Es una palabra compuesta de epatl, que quiere decir "hedor" y tzotl, que quiere decir "sudor, lágrimas".

También es llamada paico (en quechua: payqu) en Chile y en el Perú.

## Importancia cultural

### Usos culinarios
En la gastronomía mexicana se usa en muchos platillos, como los elotes y esquites, los frijoles negros, huitlacoche, chileatole, ciertas variedades de quesadillas, algunos tipos de tamales, escamoles, en algunas sopas de mariscos como el chilpachole de jaiba, dentro de una amplísima variedad de caldos, sopas, guisados, salsas y algunos moles de la cocina tradicional mexicana en los que este condimento es insustituible.

### Usos medicinales
Propiedades
Principios activos:
- Aceite esencial (0,8-1 %), también llamado aceite de quenopodio:
- ascaridol (60-80 %), este compuesto es tóxico y de sabor no muy agradable. Se presume que el contenido de ascaridol es menor en el epazote de México que en el de Europa y Asia.
- Hidrocarburos terpénicos (20 %): alfa-terpineno, limoneno, p-cimeno; saponósidos.[16]

Comúnmente se cree que previene la flatulencia causada por el consumo de frijoles, por eso se utiliza para aromatizarlas. También se utiliza en tratamientos de amenorrea, dismenorrea, malaria, corea, histeria, catarros y asma.
Como antihelmíntico, especialmente efectivo frente a ascaris y anquilostoma, menos frente a oxiuros. Emenagogo, antiespasmódico. Indicado para parásitos intestinales: ascaridiasis, anquilostomiasis.
Está contraindicado en el embarazo e insuficiencia renal. El aceite esencial puede producir cefaleas, vértigos, náuseas, vómitos sanguinolentos, temblor de pies y de manos. A dosis elevadas, el aceite esencial, puede originar irritación del parénquima renal e incluso la muerte por parálisis de los centros respiratorios bulbares. Se recomienda no prescribir el aceite esencial por vía interna. En las Islas Canarias, donde se la conoce como pasote, es utilizada como planta medicinal, en infusión, para problemas digestivos.[cita requerida]

## Toxicidad
El aceite esencial de esta planta, extraído de las hojas y las semillas inmaduras contiene monoterpenos peroxigenados, como el ascaridol (de 10 % a 70 % dependiendo del origen) y fenilpropanoides como el safrol. La sobredosis puede causar la muerte. Algunos de los síntomas son gastroenteritis aguda con dolor, vómitos y diarrea.

## Nombres comunes
- En el Perú y Chile se lo conoce como paico. También en Colombia se lo conoce casi siempre como paico, así como también con los nombres de ambrosía, hierba sagrada (La Guajira), epasota, pasota, pazota (Arauca y Casanare), yerbasanta (Atlántico, Bolívar, Chocó, Córdoba, La Guajira, Magdalena, Sucre). En Venezuela se conoce por varios nombres de acuerdo a la región: Hormiguera, Pasote, Pasota, Pazote y en Paraguay, Bolivia y noreste de Argentina como ka'arẽ.[21]

## Galería

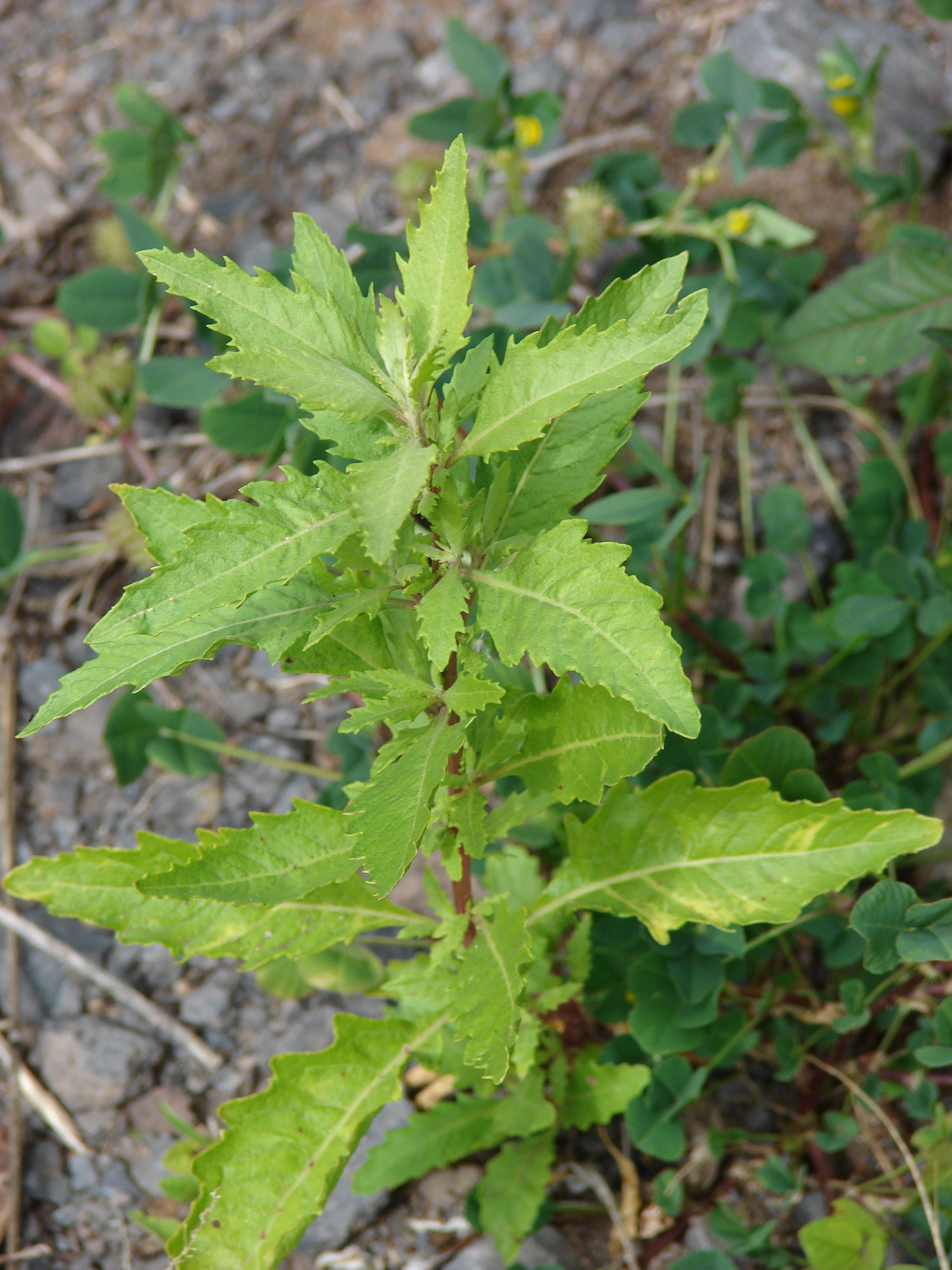
Detalle de la planta
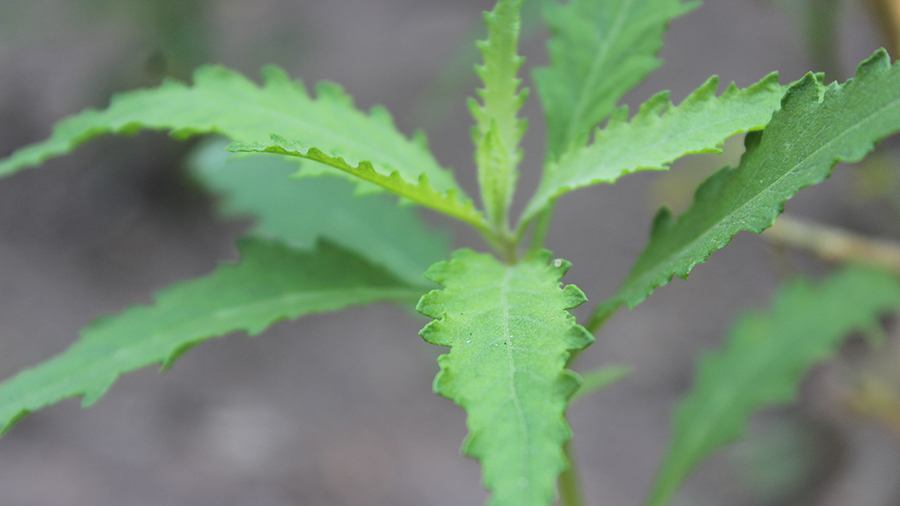
Detalle de las hojas
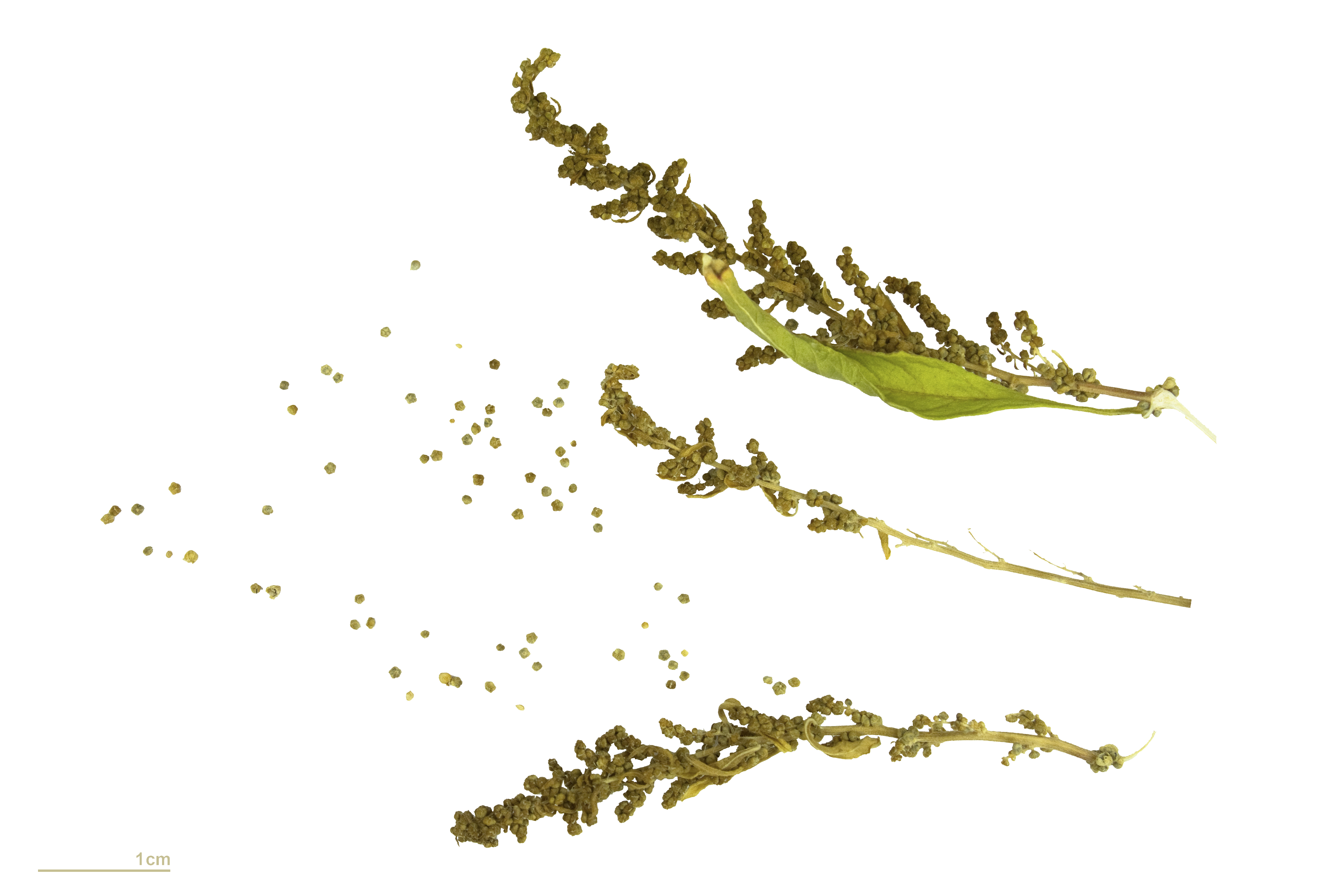
Frutos y semillas
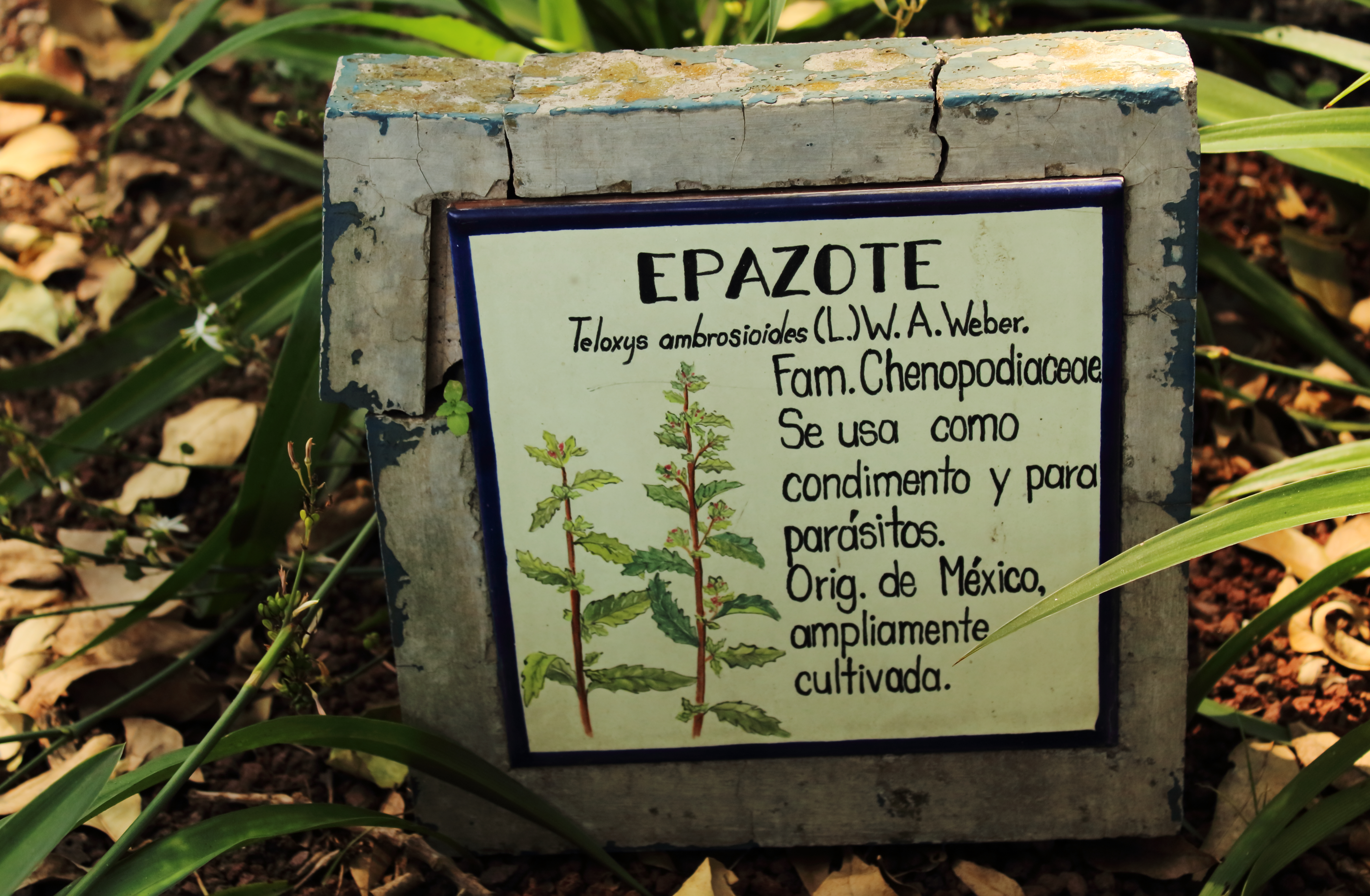
Breve descripción sobre la especie (bajo el sinónimo Teloxys ambrosioides) en el Jardín botánico del Instituto de Biología de la Universidad Nacional Autónoma de México, México.
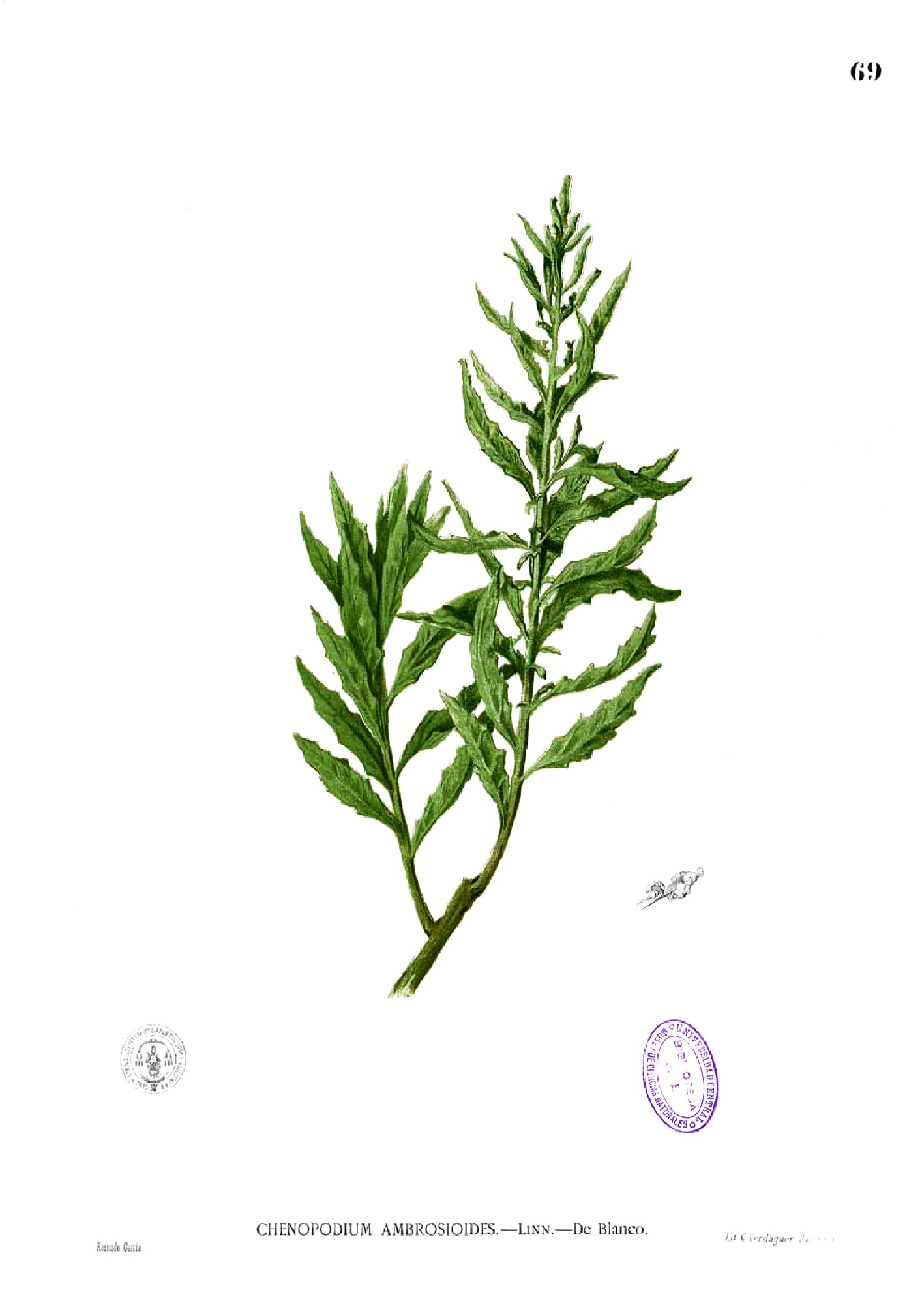
Ilustración de la especie en Flora de Filipinas, Francisco Manuel Blanco, Gran edición, 1880-1883 Archivado el 27 de septiembre de 2013 en Wayback Machine..
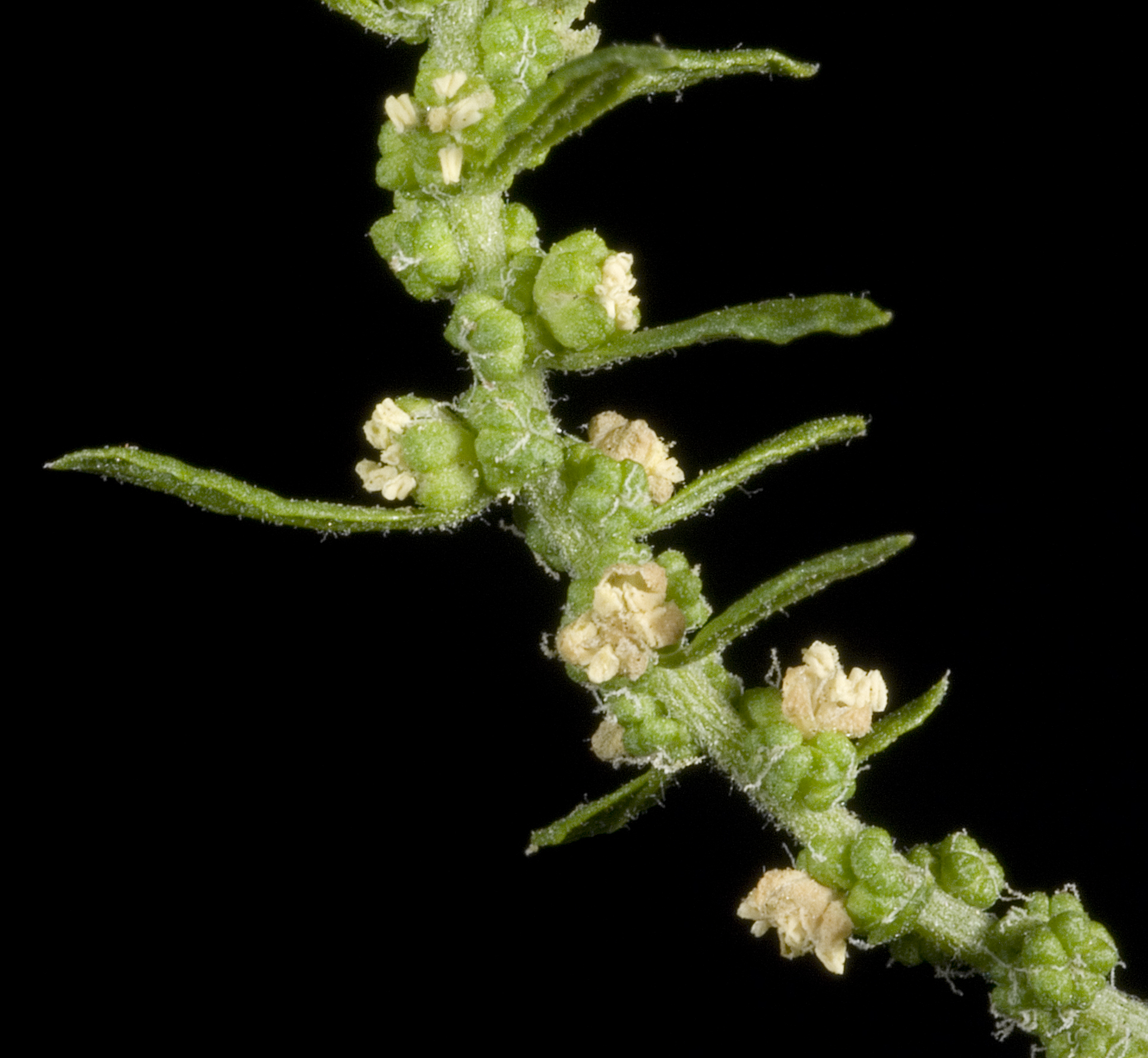
Primer plano de la planta mostrando las pequeñas flores.

### General
- Morales, Fátima; Padilla, Susana; Falconí, Félix (23 de noviembre de 2016). «Medicinal plants used in traditional herbal medicine in the province of Chimborazo, Ecuador». African Journal of Traditional, Complementary, and Alternative Medicines 14 (1): 10-15. ISSN 0189-6016. PMC 5357882. PMID 28331911. doi:10.21010/ajtcam.v14i1.2. Consultado el 26 de abril de 2019.

- Sharma, Surendra K.; Singh, Sumitra; Vasudeva, Neeru; Yadav, Neerja (2007). «Medicinal properties of genus Chenopodium Linn.». NPR Vol.6(2) [March-April 2007] (en inglés estadounidense). ISSN 0975-1092. Consultado el 29 de abril de 2019.

- Heinrich, Michael; Ankli, Anita; Frei, Barbara; Weimann, Claudia; Sticher, Otto (1998-12). «Medicinal plants in Mexico: healers' consensus and cultural importance». Social Science & Medicine (en inglés) 47 (11): 1859-1871. doi:10.1016/S0277-9536(98)00181-6.
- Cabieses Molina, Fernando (1993). Apuntes de medicina tradicional: la racionalización de lo irracional. Lima: Consejo Nacional de Ciencia y Tecnología.

- Hirschmann, Guillermo Schmeda; de Arias, Antonieta Rojas (1990-5). «A survey of medicinal plants of minas gerais, brazil». Journal of Ethnopharmacology (en inglés) 29 (2): 159-172. doi:10.1016/0378-8741(90)90052-U. Consultado el 29 de abril de 2019.

### Específica
- Rios, Carlos E. P.; Abreu, Afonso G.; Braga Filho, Jose A. F.; Nascimento, Johnny R.; Guerra, Rosane N. M.; Amaral, Flávia M. M.; Maciel, Márcia C. G.; Nascimento, Flávia R. F. (1 de febrero de 2017). «Chenopodium ambrosioides L. Improves Phagocytic Activity and Decreases Bacterial Growth and the Systemic Inflammatory Response in Sepsis Induced by Cecal Ligation and Puncture». Frontiers in Microbiology 8. ISSN 1664-302X. PMC 5285340. PMID 28203235. doi:10.3389/fmicb.2017.00148. Consultado el 1 de mayo de 2019.

- Barros, Lillian; Pereira, Eliana; Calhelha, Ricardo C.; Dueñas, Montserrat; Carvalho, Ana Maria; Santos-Buelga, Celestino; Ferreira, Isabel C.F.R. (2013). «Bioactivity and chemical characterization in hydrophilic and lipophilic compounds of Chenopodium ambrosioides L.». Journal of Functional Foods (en inglés) 5 (4): 1732-1740. doi:10.1016/j.jff.2013.07.019. Consultado el 29 de abril de 2019.

- TrivellatoGrassi, Liliane; Malheiros, Angela; Meyre-Silva, Christiane; da Silva Buss, Ziliani; Monguilhott, Eduardo Dalmarco; Fröde, Tânia S.; da Silva, Kathryn Ana Bortolini Simão; de Souza, Márcia Maria (2013). «From popular use to pharmacological validation: A study of the anti-inflammatory, anti-nociceptive and healing effects of Chenopodium ambrosioides extract». Journal of Ethnopharmacology (en inglés) 145 (1): 127-138. doi:10.1016/j.jep.2012.10.040. Consultado el 29 de abril de 2019.

- Ortega, Fernando (2009). «Medicinal plants in the Evolution of Therapeutics - A case of applied ethnopharmacology».  En Elisabetsky, Elaine; Etkin, Nina, eds. Ethnopharmacology (EOLSS Publications) I. ISBN 9781905839964. Consultado el 26 de abril de 2019.

- Del Castillo Paredes, Clara Isabel; Rojas Gonzáles, Nilssa Melissa (2016). «Actividad antibacteriana in vitro del extracto acuoso y etanólico de las hojas de Chenopodium ambrosioides (paico), frente a Staphylococcus aureus, Pseudonomas aeruginosa y Escherichia coli, mediante los métodos de difusión en agar y macrodilución. Iquitos - Perú - 2015». Universidad Nacional de la Amazonía Peruana (Iquitos). Tesis para optar al título de Químico Farmacéutico. Consultado el 4 de abril de 2019.

- Ibironke, G. F.; Ajiboye, K. I. (2007). «Studies on the Ant—Inflammatory and Analgesic Properties of Chenopodium Ambrosioides Leaf Extract in Rats». International Journal of Pharmacology 3 (1): 111-115. doi:10.3923/ijp.2007.111.115. Consultado el 26 de abril de 2019.

- MacDonald, D; VanCrey, K; Harrison, P; Rangachari, P.K; Rosenfeld, J; Warren, C; Sorger, G (2004). «Ascaridole-less infusions of Chenopodium ambrosioides contain a nematocide(s) that is(are) not toxic to mammalian smooth muscle». Journal of Ethnopharmacology (en inglés) 92 (2-3): 215-221. doi:10.1016/j.jep.2004.02.018. Consultado el 26 de abril de 2019.

- Kliks, Michael M. (1985). «Studies on the traditional herbal anthelmintic chenopodium ambrosioides L.: Ethnopharmacological evaluation and clinical field trials». Social Science & Medicine (en inglés) 21 (8): 879-886. doi:10.1016/0277-9536(85)90144-3. Consultado el 26 de abril de 2019.